# Сан Мартино (Болоња)
Сан Мартино (итал. San Martino) је насеље у Италији у округу Болоња, региону Емилија-Ромања.
Према процени из 2011. у насељу је живело 22 становника. Насеље се налази на надморској висини од 577 м.